# 草薙幸二郎
草薙 幸二郎（くさなぎ こうじろう、1929年〈昭和4年〉9月19日 - 2007年〈平成19年〉11月11日）は、日本の俳優。
東京市北豊島郡王子町（現：東京都北区）出身。日本大学文学部哲学科中退。劇団民藝を経て、アクターズカンパニーに所属していた。
長男の草薙仁は俳優で、長女の草薙かおりも元女優。

## 来歴・人物
1941年に巣鴨商業に入学したが、戦災により三重県の津市立励精商業に転校し卒業。戦後、日本大学文学部哲学科に入るが中退。定職もなく過ごすうち1951年に土方与志の人民演劇集団の移動隊に加わり農漁村を巡回し、翌年から本格的に新劇俳優を志して劇団民芸の勉強会に研究生として入団。1956年から1971年に退団するまで民芸の一員として『郡上の立百姓』『イルクーツク物語』ほかの舞台に立つ。映画初出演は民芸＝近代映協作品「夜明け前」（53）。56年、八海事件を扱った今井正監督「真昼の暗黒」に主役で抜擢され、老夫婦殺害の主犯として死刑を宣告され、「まだ最高裁があるんだ」と絶叫する植村清治の役を迫真的に演じ、第１回製作者協会新人賞を受ける。なお、同時受賞者に石原裕次郎、高倉健、川口浩がいる。これをきっかけに映画出演の誘いがあいついでかかり、とくに日活アクションには数多く出演。凄腕の刺客や謎の中国人など悪役を数多く演じた。痩せこけた頬に細い目の光る容貌を巧みに誇張した陰惨なムードでしたたかな演技者ぶりを見せた。
70年代以降も時代劇から現代劇、ロマンポルノにアイドル映画、コメディとジャンルを問わず、映画、テレビドラマと晩年まで数多くの作品にバイプレーヤーとして活動した。
2007年11月11日、間質性肺炎のため東京都三鷹市の病院で死去。78歳没。

## 出演

### 映画
- 真昼の暗黒（1956年、現代ぷろだくしょん）
- 海の野郎ども（1957年、日活）
- 俺は待ってるぜ（1957年、日活）
- 男なら夢をみろ（1959年、日活）
- 海底から来た女（1959年、日活）
- 事件記者 狙われた十代（1960年、日活）
- あした晴れるか（1960年、日活）
- ガラスの中の少女（1960年、日活）
- 気まぐれ渡世（1962年、日活）
- 危いことなら銭になる（1962年、日活）
- 太平洋ひとりぼっち（1963年、日活）
- 帝銀事件 死刑囚（1964年、日活）
- さすらいの賭博師（1964年、日活）
- ギター抱えたひとり旅（1964年、日活）
- 太陽西から昇る（1964年、日活）
- 兵隊やくざ 脱獄（1966年、大映）
- 拳銃は俺のパスポート（1967年、日活）
- 若親分を消せ（1967年、大映）
- 座頭市血煙り街道（1967年、大映）
- ザ・スパイダースの大進撃（1968年、日活）
- 眠狂四郎女地獄（1968年、大映）
- 黒部の太陽（1968年、日活）
- 女賭博師丁半旅（1969年、大映）
- ネオン警察 ジャックの刺青（1970年、ダイニチ映配）
- 戦争と人間 愛と悲しみの山河（1971年、日活）
- 影狩り（1972年、東宝）
- 生まれかわった為五郎（1972年、松竹）
- 三億円をつかまえろ（1975年、松竹）
- はだしのゲン　特高役
- トラック野郎・望郷一番星（1976年、東映） - 鮫田
- 遊戯シリーズ（東映）
  - 殺人遊戯（1978年） - 花井万次
  - 処刑遊戯（1979年）
- 白昼の死角（1979年、東映） - 今泉昌男
- 蘇える金狼（1979年、東映） - 竹島
- 太陽を盗んだ男（1979年、東宝）
- おんなの細道 濡れた海峡（1980年、日活） - 社長
- 野獣死すべし（1980年、東映） - 永友
- 薔薇の標的（1980年、東映） - 王兆徳
- ヒポクラテスたち（1980年、ATG）
- 地震列島（1980年、東宝）
- 青春グラフィティ スニーカーぶる〜す（1981年、東宝）
- 日本の熱い日々 謀殺・下山事件（1981年、松竹）
- さらば愛しき大地（1982年、プロダクション群狼）
- 刑事物語（1982年、東宝）
- 南十字星（1982年、東宝）
- ひめゆりの塔（1982年、東宝）
- Wの悲劇（1984年、東映） - 木内嘉一
- 箱の中の女 処女いけにえ（1985年、にっかつ）
- 哀しい気分でジョーク（1985年、松竹）
- 友よ、静かに瞑れ（1985年、東映セントラルフィルム）
- ビー・バップ・ハイスクール（1985年 - 1988年、東映） - 山本先生
- Apartment Fantasy めぞん一刻（1986年、東映） - 刑事
- 紳士同盟（1986年、東映） - 馬場幸弘
- イタズ 熊（1987年、東映）
- 極道の妻たちII（1987年、東映）
- 行き止まりの挽歌 ブレイクアウト（1988年、シネ・ロッポニカ）
- バカヤロー! 私、怒ってます 第一話「食べてどこがいけないの?」（1988年、松竹） - 沼山幸造
- 右曲がりのダンディー（1989年、東映）
- 帝都大戦（1989年、東宝） - 東條英機
- 無能の人（1991年、松竹富士）
- 遠き落日（1992年、松竹）
- まあだだよ（1993年、東宝）
- 三たびの海峡（1995年、松竹）
- 地獄堂霊界通信（1996年） - 老婆
- あぶない刑事リターンズ（1996年、東映） - 篠崎
- 姐御 ANEGO（2002年） - 彫り政
- さまちゃれ 泣かないで､マンドリン（2003年）
- 石井のおとうさんありがとう（2004年、現代ぷろだくしょん）
- 太陽（2005年） - 東郷茂徳
- 雨の町（2006年、プログレッシブ ピクチャーズ） - 安場清二 役
- うた魂♪（2008年、日活） ※遺作

### テレビ作品
- 大河ドラマ（NHK総合）
  - 竜馬がゆく（1968年） - 清川八郎
  - 樅ノ木は残った（1970年） - 四郎右衛門
  - 春の坂道（1971年） - 小西行長
  - 新・平家物語（1972年） - 佐々木定綱
  - 勝海舟（1974年） - 密偵武士
  - 元禄太平記（1975年） - 神尾主膳
  - 花神（1977年） - 佐世主殿
  - 草燃える（1979年） - 陳和卿
  - 峠の群像（1982年） - 都座半兵衛
  - 太平記（1991年） - 勧修寺経顕
  - 炎立つ（1993年） - 佐伯経範
  - 花の乱（1994年） - 筒井右京
  - 毛利元就（1997年） - 吉川国経
- 風 第30話「頼まれた略奪」（1968年、TBS） - 仙波蔵人
- 鬼平犯科帳 第1シリーズ 第40話「かわうそ平内」（1970年、NET） - 杉田庄左衛門
- プレイガール 第49話「魔女の性典」（1970年、12ch） - 佐伯陽一郎
- 水戸黄門（TBS）
  - 第3部 第24話「女海賊とにせ黄門 -平戸-」（1972年5月8日） - 壱
  - 第19部 第25話「大工修行で悪退治 -松本-」（1990年3月19日） - 角造
  - 第20部（1991年）
    - 第15話「女度胸の玄海節 -小倉-」 - 唐津屋
    - 第29話「瞼の人はドジな泥棒 -鳥取-」 - 石見屋

  - 第21部（1992年）
    - 第23話「母の秘密は卍の入れ墨 -敦賀-」 - 北海屋
    - 第32話「世直し旅よ永遠に -江戸-」 - 黒松屋

  - 第22部（1993年）
    - 第9話「天狗に狙われた娘 -新宮-」 - 灘屋（海賊）伝兵衛
    - 第30話「黄金の島の鬼退治 -佐渡-」 - 蓬莱屋金兵衛

  - 第23部
    - 第5話「涙でついた母の嘘 -追分-」（1994年8月29日） - 黒石屋
    - 第14話「母を慕った逃亡者 -敦賀-」（1994年11月7日） - 大海屋
    - 第33話「京の都の恋友禅 -京-」（1995年3月27日） - 日吉屋

  - 水戸黄門外伝 かげろう忍法帖 第5話「桔梗の花は死の匂い -相馬-」（1995年6月19日） - 葛西屋
  - 第24部
    - 第4話「愛を引き裂く八丁味噌 -岡崎-」（1995年10月9日） - 辰巳屋
    - 第22話「冤罪晴らす復讐の刃 -敦賀-」（1996年2月19日） - 新浜屋
    - 第37話「陰謀砕いた江戸の空 -江戸-」（1996年6月10日） - 三国屋

  - 第25部 第35話「武士道を捨てた男 -石巻-」（1997年8月25日） - 原口剛太夫
  - 第26部 第13話「夢を叶えた娘の悲願 -人吉-」（1998年5月11日） - 山城屋
  - 第27部 第21話「大金持ちの物拾い -与板-」（1999年8月9日） - 伊沢屋市兵衛
  - 第29部 第21話「許せ! 妻よ、友よ -新潟-」（2001年8月20日） - 木田屋九右衛門
- 大江戸捜査網（12ch→TX）
  - 第56話「さすらい殺法乱れ斬り!」（1972年） - 狭山靖之助
  - 第126話「十手と十字架」（1974年） - 高岡新太郎
  - 第340話「遊女が秘めた一筋の涙」（1978年） - 相馬屋
  - 第496話「鈴の音が殺しを呼ぶ」（1981年） - 大月
  - 第554話「女の死闘 くノ一対女隠密」（1982年） - 柘植一鬼
  - 第625話「兇悪軍団怒る! 偶然の恐怖」（1983年） - 駒造
  - 平成版 第1シリーズ 第20話「血欲にまみれた辻ヶ花染」（1991年） - 染吉
- 世なおし奉行 第22話「油地獄の娘」（1972年、NET / 東映）
- 遠山の金さん捕物帳（NET）
  - 第105話「幽霊を化かした男」（1972年） - 為五郎
  - 第149話「替玉に惚れた女」（1973年） - 有馬玄蕃
- 必殺シリーズ（ABC）
  - 必殺仕掛人 第5話「女の恨みはらします」（1972年） - 大井与太夫
  - 助け人走る 第1話「女郎大脱走」（1973年） - 仁造
  - 必殺必中仕事屋稼業 第11話「表を裏で勝負」（1975年） - 与力 宇佐美
  - 新・必殺仕置人 第7話「貸借無用」（1977年） - 村上兵之進
  - 新 必殺からくり人 第4話「東海道五十三次殺し旅 原宿」（1977年） - 前沢彦十郎
  - 江戸プロフェッショナル 必殺商売人 第10話「不況に新商売の倒産屋」（1978年） - 美濃屋太兵ヱ
  - 必殺からくり人・富嶽百景殺し旅 第10話「隅田川関屋の里」（1978年） - 稲取権三郎
  - 翔べ! 必殺うらごろし 第11話「人形が泣いて愛する人を呼んだ」（1979年） - 神尾主膳
  - 必殺仕事人 第20話「この世の地獄は何処にあるのか?」（1979年） - 大日方主膳
  - 新・必殺仕事人 第10話「主水 純情する」（1981年） - 松浦俊斉
  - 必殺仕事人III（1983年）
    - 第19話「にせ物に踊らされたのはせんとりつ」 - 唐山
    - 第38話「淋しいのは主水だけじゃなかった」 - 用人酒井

  - 必殺仕事人V 第7話「主水、生体解剖に腰を抜かす」（1985年） - 源庵
- 笹沢左保 「峠」シリーズ / 中山峠に地獄を見た（1972年、CX） - 鬼坊主の安五郎
- 怪談 第9回「新選組呪いの血しぶき」（1972年、MBS） - 近藤勇
- 火曜日の女シリーズ / ある朝、突然に…（1972年、NTV）- 脇村（興信所の所長）
- 荒野の素浪人 第1シリーズ 第50話「女郎花 暁の脱走」（1972年、NET） - 古賀斉之進
- ポーラテレビ小説（TBS）
  - 薩摩おごじょ（1973年）
  - 夫婦ようそろ（1978年） - 為吉
  - マリーの桜（1980年） - 啓作
  - おゆう（1983年） - 山下聡一郎
- 荒野の用心棒 第1話「死の砲撃は冥土に吠えて…」（1973年、NET） - 谷口修理
- 戦国ロック はぐれ牙 第2話「分銅金に死を賭けろ」（1973年、CX）
- ウルトラマンタロウ 第4話「大海亀怪獣東京を襲う!」、第5話「親星子星一番星」（1973年、TBS） - 黒崎（興行師）
- 若さま侍捕物手帖 第19話「怨霊寺の決闘」（1973年、KTV） - 三十郎
- 伝七捕物帳 （NTV）
  - 第3話「家名に泣く母」（1973年） - 不知火の権三
  - 第44話「忍ぶ涙の男伊達」（1974年） - 橋場の常吉
  - 第87話「夢に涙の子守唄 」（1975年） - 寅八
  - 第140話「命を賭けた待ッタナシ」（1977年） - 久留米
  - 第156話「江戸母恋い唄」（1977年） - 大川屋
- 科学捜査官 第11話「血の証言」（1973年、KTV） - 岩下
- 水滸伝 第17話「林冲・宿敵に挑む」、第18話「風雲・高唐州!」（1974年、NTV） - 高廉
- われら青春! （1974年、NTV）- 中岡大介
- 江戸を斬る（TBS）
  - 江戸を斬る 梓右近隠密帳 第24話「狙われた秘薬」（1974年） - 鉄五郎
  - 江戸を斬るVIII（1994年）
    - 第5話「意外な目撃者」 - 河内屋
    - 第19話「浮世絵に死の匂い」 - 沖乃屋
- 太陽にほえろ! （NTV）
  - 第77話「五十億円のゲーム」（1974年） - 社会部デスク
  - 第135話「ある敗北」（1975年） - 北山圭介
  - 第383話「兄貴」（1979年） - 村井宏
  - 第462話「あなたにその声が聞こえるか」（1981年） - 戸田教授
  - 第601話「アイドル」（1984年） - 大和田署長
  - 第628話「ヒーローになれなかった刑事」（1984年） - 大和田署長
  - 第650話「山村刑事左遷命令」（1985年） - 大和田署長
  - 第664話「マイコンがトシさんを撃った!」（1985年） - 大和田署長
  - 第701話「ヒロイン」 - 第705話「一億五千万円」（1986年） - 大和田署長
  - 第713話「エスパー少女・愛」（1986年） - 大和田署長
- おしどり右京捕物車 第2話「炎」（1974年、ABC） - 弥吉
- 白い牙 第2話「東京無宿・有光洋介」（1974年、NTV） - 金田吾郎（労務者）
- 子連れ狼 第2部 第3話「柳生草術五車」（1974年、NTV） - 八束
- 右門捕物帖（1974年、NET）
  - 第26話「人質」 - 伊藤久太夫
  - 第35話「おとし穴」
- 大岡越前（TBS）
  - 第4部 第5話「艶ぼくろの女」（1974年） - 梅鉢の喜佐松
  - 第9部 第17話「謎の女賊は恩人の娘」（1986年） - 長吉
  - 第12部 第5話「瞼の父は盗っ人だった」（1991年） - 稲妻の権蔵
  - 第15部 第10話「信じるこころ」（1998年） - 三崎屋
- ご存じ金さん捕物帳 第10話「阿波おどり見参」（1974年、NET） - 日下
- おんな浮世絵・紅之介参る!　第10話「真昼の脅迫」（1974年、NTV）
- ふりむくな鶴吉 第20話「残された簪」（1975年、NHK総合）
- 日本沈没 第20話「沈みゆく北海道」（1975年、TBS） - 和田熊吉（酔漢）
- 鬼平犯科帳 第26話「密偵たちの宴」（1975年、NET / 東宝）　※丹波哲郎版　-　草間の勘蔵
- 痛快!河内山宗俊 第3話「ここ一番の大勝負」（1975年、CX） - 荒井重兵衛
- 十手無用 九丁堀事件帖 第9話「八百八町連続爆破」（1976年、NTV）
- 大都会 闘いの日々（1976年、NTV） - 高木吾一（警視庁捜査四課刑事）
- 人魚亭異聞 無法街の素浪人 第19話「華麗なる目撃者」（1976年、NET） - 畑中
- 夫婦旅日記 さらば浪人 第25話「ふるさとの空はふたたび」（1976年、CX） - 山辺
- 特別機動捜査隊 第777話「止めてくれるなおっ母さん」（1976年、NET） - 浅野吾郎
- 桃太郎侍 （1979年、NTV） 
  - 第3話「大名屋敷に鬼二匹」（1976年、NTV） - 井上文五郎
  - 第159話「田之助の婿入り志願」（1979年） - 向井将監
- 破れ傘刀舟悪人狩り 第121話「唐絹は死の匂い」（1976年、NET） - 大野
- 俺たちの朝（1976年 - 1977年、NTV） - 秋野重治（秋野太作の父）
- 新・座頭市 第1シリーズ 第15話「仕込杖が怒りに燃えた」（1977年、CX） - 赤鯰の長八
- 金曜ドラマ / 岸辺のアルバム（1977年、TBS）
- 土曜ワイド劇場（ANB）
  - 田舎刑事 第1作「時間よ止まれ」（1977年） - 立花
  - 江戸川乱歩の美女シリーズ（ANB）
    - 第12作「エマニエルの美女 江戸川乱歩の『化人幻戯』」（1980年） - 福本教授
    - 第14作「五重塔の美女 江戸川乱歩の『幽鬼の塔』」（1981年） - 鶴田正雄
    - 第17作「天国と地獄の美女 江戸川乱歩の『パノラマ島奇談』」（1982年） - 角田（菰田家の執事）
    - 第19作「湖底の美女 江戸川乱歩の『湖畔邸事件』」（1982年） - 加賀

  - 松本清張の溺れ谷（1983年）
- 男たちの旅路 第3部 第1話「シルバー・シート」（1977年、NHK総合） - 板橋警備所長
- 新選組始末記（1977年、TBS） - 武田観柳斎
- 達磨大助事件帳 （1977年 - 1978年、ANB） - 源次
- 横溝正史シリーズII / 八つ墓村（1978年、MBS） - 里村慎太郎
- 江戸の渦潮 第4話「断崖に立つ男」（1978年、CX）- 六兵衛（天神一家の親分）
- 大追跡（1978年、NTV）
  - 第13話「横浜チンピラ・ブギ」 - 奥田光正
  - 第18話「レディー・キラー」 - 藤松教授
  - 第26話「サヨナラは銃弾で…」 - リュウ
- 破れ新九郎 第9話、第10話「新九郎 西伊豆へ走る!（前編、後編）」（1978年、ANB） - 大久保駿河守
- 東京メグレ警視シリーズ （1978年、ABC）
- 七人の刑事 第3シリーズ 第43話「一粒の麦死なずば」（1979年、TBS）
- 不毛地帯（1979年、MBS）- 元 空幕・調査班長 小出
- 同心部屋御用帳 江戸の旋風IV 第24話「兄ちゃんがくれた風車」（1979年、CX） - 霞の舟五郎
- 雲霧仁左衛門（1979年、KTV） - 浅草の政蔵
- 柳生一族の陰謀 第30話「生きていた影武者」（1979年、KTV / 東映） - 石山主計
- 俺たちは天使だ! 第7話「運が悪けりゃ現行犯」（1979年、NTV） - 村田二郎
- 親切（1979年3月25日、NHK総合） - 刑事
- 少年ドラマシリーズ / 七瀬ふたたび 第9話「危機」（1979年、NHK総合）
- 探偵物語（NTV）
  - 第7話「裏街の女」（1979年） - 池田正吉
  - 第15話「脅迫者」（1979年） - 宮下
  - 第21話「欲望の迷路」（1980年） - 千田秋彦
  - 第27話「ダウンタウン・ブルース」（1980年） - スーパーマーケット店長
- 鉄道公安官 第30話「15歳・悪の罠」（1979年、ANB） - 溝口
- そば屋梅吉捕物帳 第21話「怨み節を弾く女」（1980年、12ch） - 服部典膳
- 影の軍団シリーズ（KTV） 
  - 服部半蔵 影の軍団 第26話「魔境・呪いの横笛」（1980年） - 中山左近
  - 影の軍団II 第6話「魔界に消えた女」（1981年）- 大月主膳
  - 影の軍団IV 第11話「龍馬、麟太郎を襲う」（1985年） - 薬師寺丹波守
- 銭形平次 」（CX）
  - 第591話「疾風のおはる」（1977年） - 喜兵ヱ
  - 第707話「青柳同心、恋す」（1980年） - 佐原屋喜兵ヱ
- 長七郎天下ご免! （ANB）
  - 第18話「大江戸一の与太役人」（1980年） -  一色修理太夫
  - 第79話「嗚呼!幻の両国橋」（1981年） - 深江十右衛門
- 特命刑事 第9話「300億を奪い返せ!」（1980年、NTV） - 立木局長（北北海道開発局）
- 愛LOVEナッキー（1980年、TBS）
- 小児病棟 〜カネボウヒューマンスペシャル(1)〜（1980年12月3日、NTV） - 調査員
- 柳生あばれ旅 第13話「殴り込み! 女風呂 -白須賀-」（1981年、ANB） - 日下部陣内
- 関ヶ原（1981年、TBS） - 舞兵庫
- 探偵同盟（1981年、CX） - 鈴木直角
- ドラマ人間模様（NHK総合）
  - 夢千代日記（1981年） - 沼田（暴力団幹部）
  - 妹（1986年）
- ザ・ハングマンシリーズ（ABC）
  - ザ・ハングマン （1981年）
    - 第12話「高速道路にコンクリート詰め」 - 新川（タクシー運転手）
    - 第43話「ふたり親分相撃ち作戦」 - 村尾甲造（村尾組組長）

  - ザ・ハングマンII 第28話「影との対決 ハングマン散る!」（1982年） - 栗田総一
  - 新ハングマン 第2話「セーラー服を犯す教育評論家」（1983年） - 池田容三（教育評論家）
  - ザ・ハングマン4 第4話「署長が押収拳銃を売りとばす!」（1984年） - 鳥羽山署長（城西署）
  - ザ・ハングマンV 第9話「金塊に化けたヘソクリ200億を追え!」（1986年） - 菅沼周兵衛（五豊商事顧問弁護士）
  - ハングマンGOGO 第10話「ホラー屋敷の素敵な面々!」（1987年） - 駿河大輔（情熱塾学長）
- 江戸の用心棒 第3話「娘が消えた」（1981年、CX） - 嘉右衛門
- プロハンター 第9話「怪盗vs探偵」（1981年、NTV）
- 西部警察シリーズ（ANB）
  - 西部警察 第83話「西から来た刑事」（1981年） - 森刑事
  - 西部警察 PART-III 第24話「誘拐! 山形・蔵王ルート 山形編」（1983年） - 梅崎（小倉事務所第一秘書）
- 特捜最前線（ANB）
  - 第261話「ニューナンブ38口径!」（1982年） - 長田正男（巡査長）
  - 第354話「証言台の女秘書!」（1984年） - 大和久秀明
- 御宿かわせみ 第2シリーズ 第2話「川のほとり」（1982年、NHK総合） - 小兵衛
- 源九郎旅日記 葵の暴れん坊 第39話「陸奥みやげ三春駒」（1983年、ANB） - 庄太夫
- 暴れん坊将軍（ANB）
  - 吉宗評判記 暴れん坊将軍 第157話「呪われた千両箱」（1981年） - 米倉左京
  - 暴れん坊将軍II
    - 第88話「お上に怨みの逃がし屋稼業!」（1984年） - 馬渕軍左衛門
    - 第134話「この世の憂さを呑む女!」（1985年） - 甚兵衛

  - 暴れん坊将軍IX 第11話「しあわせにさせたい! 仕立てられたお世継ぎ」（1999年） - 日野兼延
- 火曜サスペンス劇場（NTV）
  - 大都会の死角（1983年）
  - 愛の報酬（1983年）
  - 狂った信号（1984年）
  - 断罪 (1985年)
  - 描かれた女（1985年）
  - フルムーン旅情ミステリー 第7作「冬の風鈴」（1993年）
- 時代劇スペシャル 子連れ狼 - 辰の市（1984年、CX）
- 京都マル秘指令 ザ新選組 第6話「娘を人間大文字焼きにするぞ!」（1984年、ABC）
- 流れ星佐吉（1984年、KTV / 松竹）
- ニュードキュメンタリードラマ昭和 松本清張事件にせまる 第5回「帝銀事件と731部隊」（1984年、ANB）
- 遠山の金さん 第1シリーズ（ANB / 東映）※高橋英樹版　
  - 第122話「愛の墓場・二人の父をもつ悪女!」（1984年）- 佐兵衛
  - 第143話「さすらいの黙示録・越後三味線の女III」（1985年）- 玄兵衛
- 新大型時代劇 / 真田太平記（1985年、NHK総合） - 織田常真
- スケバン刑事 第6話「アイドルを狙え!」（1985年、CX） - 泉
- 松本清張サスペンス 隠花の飾り / お手玉（1986年、KTV）
- あぶない刑事 第12話「衝動」（1986年、NTV） - 橘弁護士
- どうぶつ通り夢ランド 第18話「野良猫キティはシンデレラ?」（1987年、ANB）
- 若大将天下ご免! 第16話「兄弟弟子は恋敵!」（1987年、ANB） - 海部重右衛門
- 金田一耕助の傑作推理 / 死神の矢 （1989年、TBS）
- 名奉行 遠山の金さん 第2シリーズ 第5話「財テクの罠、狙われた美人画」（1989年、ANB / 東映） - 山城屋治兵衛
- 勝手にしやがれヘイ!ブラザー 第13話（1990年、NTV） - 芦田
- 鬼平犯科帳（CX）
  - 第2シリーズ 第9話「本門寺暮雪」（1990年） - 名幡の利兵衛
  - 第3シリーズ 第18話「おみよは見た」（1992年） - 大島の治兵衛
  - 第4シリーズ 第7話「むかしなじみ」（1993年） - 網虫の久六
- お江戸捕物日記 照姫七変化 第2話「地獄の鬼退治!」（1990年、CX / 東映）
- 月影兵庫あばれ旅 第2シリーズ 第9話「野良犬の牙!」（1990年、TX） - 田島左門
- 裸の大将 第46話「清と獅子舞てんてこ舞」（1991年、KTV / 東阪企画）
- 世にも奇妙な物語 「百円の脳みそ」（1991年、CX）
- また又・三匹が斬る! 第17話「首十両、日本一の韋駄天男！」（1991年、ANB / 東映） - 鏑木軍太夫
- 忠臣蔵 風の巻・雲の巻（1991年、CX） - 小野寺十内
- 金曜ドラマシアター→金曜エンタテイメント（CX)
  - 松本清張スペシャル・疑惑（1992年）
  - ドクター小石の事件カルテ(2)（2006年） - 野口英太郎
- はだかの刑事 第16話「傷だらけの肖像画」（1993年、NTV）
- 付き馬屋おえん事件帳 第2シリーズ 第10話「火事場泥棒」（1993年、TX） - 叶屋
- お助け同心が行く! 第2話「毒薬と小町娘」（1993年、TX） - 井筒屋清兵衛
- 連続テレビ小説（NHK総合）
  - 春よ、来い（1994年） - 原口医師
  - すずらん（1999年） - 田所平蔵
  - こころ（2003年） - 朝倉有礼
- 雲霧仁左衛門（1995年、CX） - 越後屋善右衛門
- ドラマ新銀河（NHK総合）
  - 素敵に女ざかり ルームメイツ（1996年） - 潮田修平
- 御家人斬九郎 第2シリーズ 第7話「白魚の吉次」（1997年、CX） - 大黒屋 役
- 月曜ドラマスペシャル / 浅見光彦シリーズ 第10作「隠岐伝説殺人事件」（1998年、TBS） - 小野仙一 役
- ドラマ愛の詩 / ズッコケ三人組（1999年、NHK教育）
- 温泉へ行こう 第1シリーズ（1999年、TBS） - 長澤医師 役
- 南町奉行事件帖 怒れ!求馬II 第17話「すべてを賭けて守るもの」（2000年、TBS） - 千石屋喜兵衛
- 水曜ドラマの花束 / 鶴亀ワルツ（2000年、NHK総合）
- さわやか3組（2000年、NHK教育） - 桂の祖父 役
- 女と愛とミステリー→水曜ミステリー9（TX / BS JAPAN）
  - 保険調査員・蒲田吟子（2001年） - 門倉哲治
  - 松本清張没後10年特別企画・家紋（2002年） - 生田宗右衛門
  - 松本清張特別企画・喪失の儀礼（2003年）
  - 松本清張特別企画 渡された場面（2005年）  - 筑紫文明
  - 捜査検事・近松茂道 第5作「自白～京都祇園殺人事件!」（2005年） - 北村隆明
- 剣客商売（CX）
  - 第4シリーズ 第1話「陽炎の男」（2003年） - 清洲の佐平次
  - 第5シリーズ 第3話「越後屋騒ぎ」（2004年） - 越後屋弥兵衛
- 日曜劇場 / 砂の器 第8話「聞こえてきた父の声」（2004年、TBS）
- シェエラザード〜海底に眠る永遠の愛（2004年、NHK-BS）
- 中学生日記 / 矢場先生さすらい編（2004年、NHK教育）
- 最後の忠臣蔵（2004年、NHK総合） - 吉良上野介義央
- 日本の、これから 第2回「人口減少社会」（2005年、NHK総合）

### オリジナルビデオ
- 夜のストレンジャー 恐怖（1991年、東映Vシネマ）
- 塀の中の懲りない奴ら! （1993年、SHSプロジェクト）
- けんか屋 伝説の裏ケンカ師!無敗伝説（1994年、徳間ジャパン）
- 極道弁護士 綾小路春彦（1994年、ジーダス）
- XX（ダブルエックス） 美しき標的（1995年、東映ビデオ）
- 平成極道伝 外道は殺れ! （1997年、東映ビデオ）
  - 平成極道伝 獅子が哭く! （1998年、東映ビデオ）
  - 平成極道伝 夜叉が裂く! （1999年、東映ビデオ）
- 新・第三の極道 裏盃 流血の掟（1999年、ミュージアム）
- ウルトラセブン1999最終章6部作 第4話「約束の果て」（1999年、VAP / 円谷プロ） - 老人・浦島太郎
- DONGURI - 権兵衛さんの出発（2001年、ボランティア国際年長野推進協議会）

### 吹き替え

#### 映画
- ラ・スクムーン（ストリング：アラン・モテ）※日本テレビ版
- マッドボンバー（ウィリアム・ドーン：チャック・コナーズ）※日本テレビ版（BD・新盤DVD収録）
- 要塞（ヘヒト大尉：セルジオ・ファントーニ）

#### ドラマ
- 刑事コロンボ 魔術師の幻想（ハリー・ブランフォード：ロバート・ロッジア）
- ザ・ホワイトハウスシリーズ
  - ザ・ホワイトハウス シーズン1 #6（グラッドマン下院議員：ケネス・タイガー）
  - ザ・ホワイトハウス シーズン2 #5（バリー中将：トム・バウアー）
  - ザ・ホワイトハウス シーズン4 #13（タルミッジ：ドナルド・モファット）
- 大草原の小さな家（ネルス・オルソン：リチャード・ブル）
  - 新・大草原の小さな家（ネルス・オルソン：リチャード・ブル）
- バーナビー警部（ハロルド・ウィンスタンリー）
- 弁護士ジャッド